# Assedio di Chivasso
((Da una lettera di un ufficiale francese intercettata dalla cavalleria piemontese, 30 giugno 1705))
L'assedio di Chivasso fu uno scontro militare avvenuto a Chivasso nel 1705 durante la guerra di successione spagnola.
La città di Chivasso sorge sulla riva sinistra del Po a circa 20 km da Torino e fu, nel corso della sua storia, un luogo strategicamente importante per la sua posizione all'incrocio delle vie di comunicazione tra torinese, vercellese, Monferrato e Canavese. Per questo la città subì diversi assedi nei secoli, l'ultimo dei quali, avvenuto nell'estate del 1705, fu il più importante sia per lo spiegamento di forze in campo sia per le distruzioni subite dal nucleo urbano.

## Antefatti
L'assedio si inquadra nel grande conflitto europeo conosciuto come Guerra di successione al trono di Spagna che coinvolse, tra il 1701 e il 1713, la Francia e la Spagna contro il Sacro Romano Impero e i suoi alleati (Inghilterra, Olanda, il ducato di Mantova e Monferrato e il ducato di Savoia). Il duca di Savoia, Vittorio Amedeo II, in un primo tempo schieratosi con il re di Francia Luigi XIV nel 1703, allettato dalle proposte asburgiche che gli offrivano ampi compensi territoriali e il titolo regio, abbandonò l'alleanza con i francesi per passare nel campo imperiale.

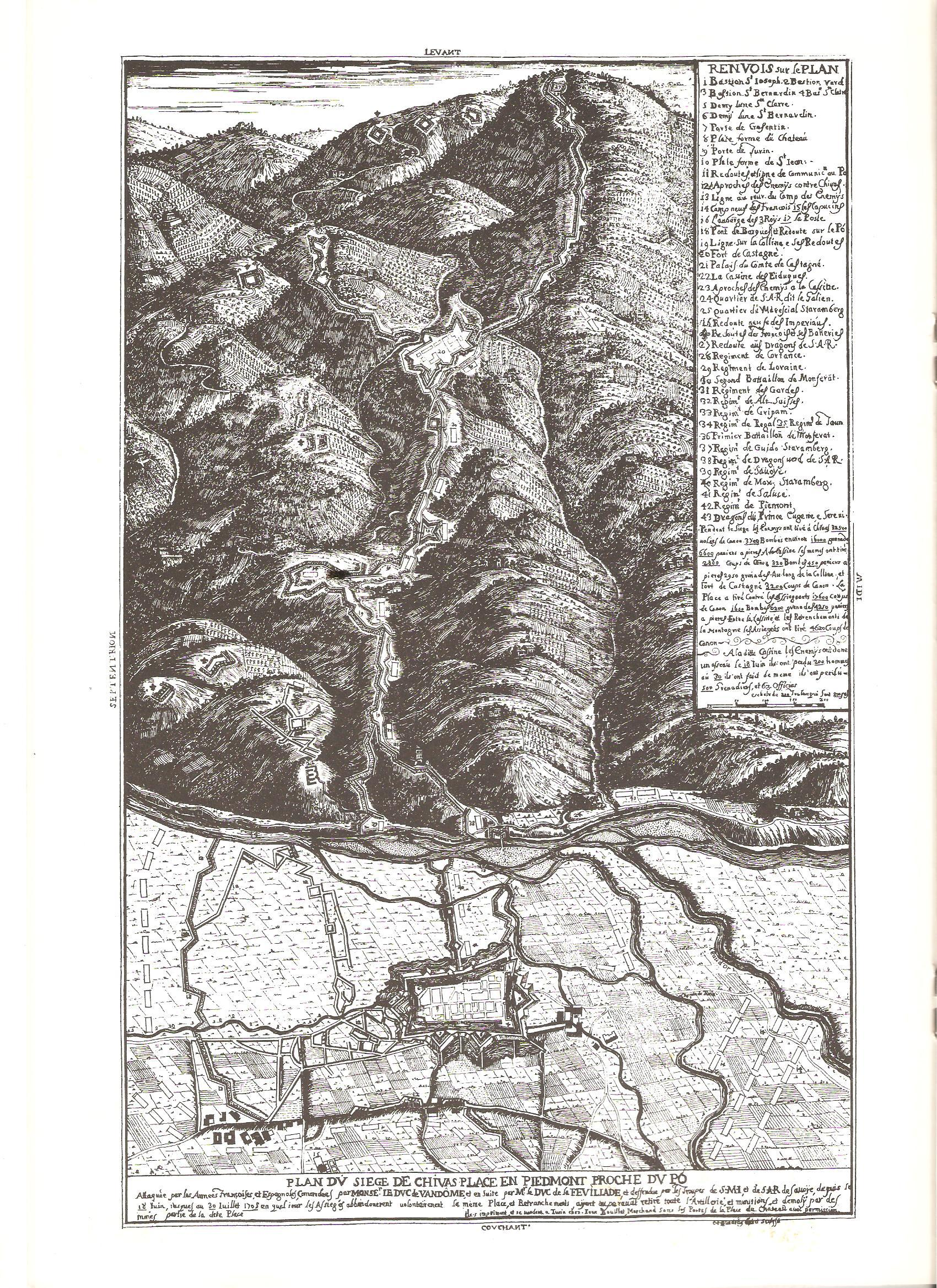
Incisione che raffigura il piano dell'assedio di Chivasso

La rischiosa scelta lo espose all'immediata reazione del re Sole: le truppe piemontesi schierate in Lombardia vennero disarmate e imprigionate, due armate francesi invasero la Savoia in direzione della valle di Susa mentre una terza, distaccata dall'esercito franco-spagnolo operante sul fronte lombardo, invase il Piemonte da est.
Il duca di Vendome, comandante dell'armata d'invasione, occupò nell'ottobre del 1703 la piazzaforte alleata di Casale (appartenente al duca di Mantova e Monferrato) e l'indifesa città di Asti, intimando a Vittorio Amedeo II la resa e la consegna delle fortezze di Verrua e Cuneo. Il duca di Savoia rifiutò, ricostituì l'esercito con nuove levate di milizie provinciali e richiese rinforzi al cugino principe Eugenio, comandante delle forze imperiali in Lombardia. Un corpo d'armata austriaco forte di 14 000 uomini, al comando del feldmaresciallo Guido Starhemberg, attraversò in pieno inverno la pianura padana e superando i continui attacchi francesi arrivò in Piemonte nel gennaio del 1704.
Nella primavera del 1704 le armate francesi aprirono le ostilità con l'ordine di conquistare una dopo l'altra tutte le città e fortezze che sbarravano la strada verso Torino. La prima armata, al comando del maresciallo Tessé, assediò Montmelian in Savoia, la seconda del duca di La Feuillade conquistò Susa il 12 giugno 1704, la terza del Vendome prese prima Vercelli, il 24 luglio 1704 poi Ivrea, il 30 settembre 1704. Il forte di Bard si arrese senza combattere il 7 ottobre e il suo comandante, il colonnello svizzero Reding, passò nel campo avversario con il suo reggimento.

## L'ultimo avamposto di Torino
Nei piani del Vendome rimaneva solo la munita fortezza di Verrua a sbarrare la strada per la capitale del ducato ed egli, nonostante la stagione inoltrata, il 14 ottobre 1704 la pose sotto assedio.
Per Vittorio Amedeo II la situazione sembrava senza speranza; con le migliori truppe prigioniere dei francesi e le poche guarnigioni rimaste impegnate a difendere le ultime piazzeforti in suo possesso (Torino, Cuneo e Nizza), l'esercito di campagna (che includeva i resti del corpo di spedizione austriaco ormai isolato e senza speranza di ricevere rincalzi) era l'unica forza ancora disponibile per tentare un'estrema resistenza.
Quando, il 24 ottobre 1704, i francesi iniziarono i tiri di artiglieria contro Verrua, il duca diede ordine di apprestare un'ultima linea di difesa della capitale a Chivasso che ripetesse lo stesso schema adottato per la linea Crescentino-Verrua. La piccola città, circondata da una cinta muraria con quattro bastioni agli angoli e un largo fossato, fu rinforzata con uno spalto, una strada coperta, rivellini e mezzelune in terra battuta; le nuove fortificazioni furono collegata alle colline, sull'altra riva del Po, con una strada coperta che oltrepassava il fiume tramite due ponti di barche e si congiungeva ad un'altra linea difensiva dotata di avamposti muniti di artiglieria che risaliva i ripidi fianchi della collina di Castagneto fino al villaggio omonimo, opportunamente munito.
Verrua resistette sei mesi, infliggendo ai francesi gravi perdite in uomini e materiali e si arrese solo il 9 aprile 1705. Mentre il duca di Vendome riorganizzava la sua armata stremata in vista di un altro assedio che reputava di poca importanza, Vittorio Amedeo II schierò i resti della sua piccola armata dietro alla nuova linea difensiva di Chivasso.

## L'assedio
Il 16 giugno 1705 l'armata francese, dopo avere ricevuto nuove reclute, giunse in ordine di battaglia davanti a Chivasso. Il duca di Vendome, ancora convinto di poter superare facilmente il nuovo ostacolo, decise di attaccare prima le posizioni sulla collina di Castagneto per interrompere la comunicazione con la città ma due assalti, il 17 e il 19 giugno, furono respinti con notevoli perdite. Fallito il tentativo il duca di Vendome si risolse ad assediare Chivasso secondo le regole, richiamò i materiali d'artiglieria che non si erano ancora messi in marcia da Pavia e scelse come obiettivo dell'attacco il bastione di San Bernardino, unico punto a nord-est in cui si poteva far defluire l'acqua che allagava tutto il terreno intorno alla città.

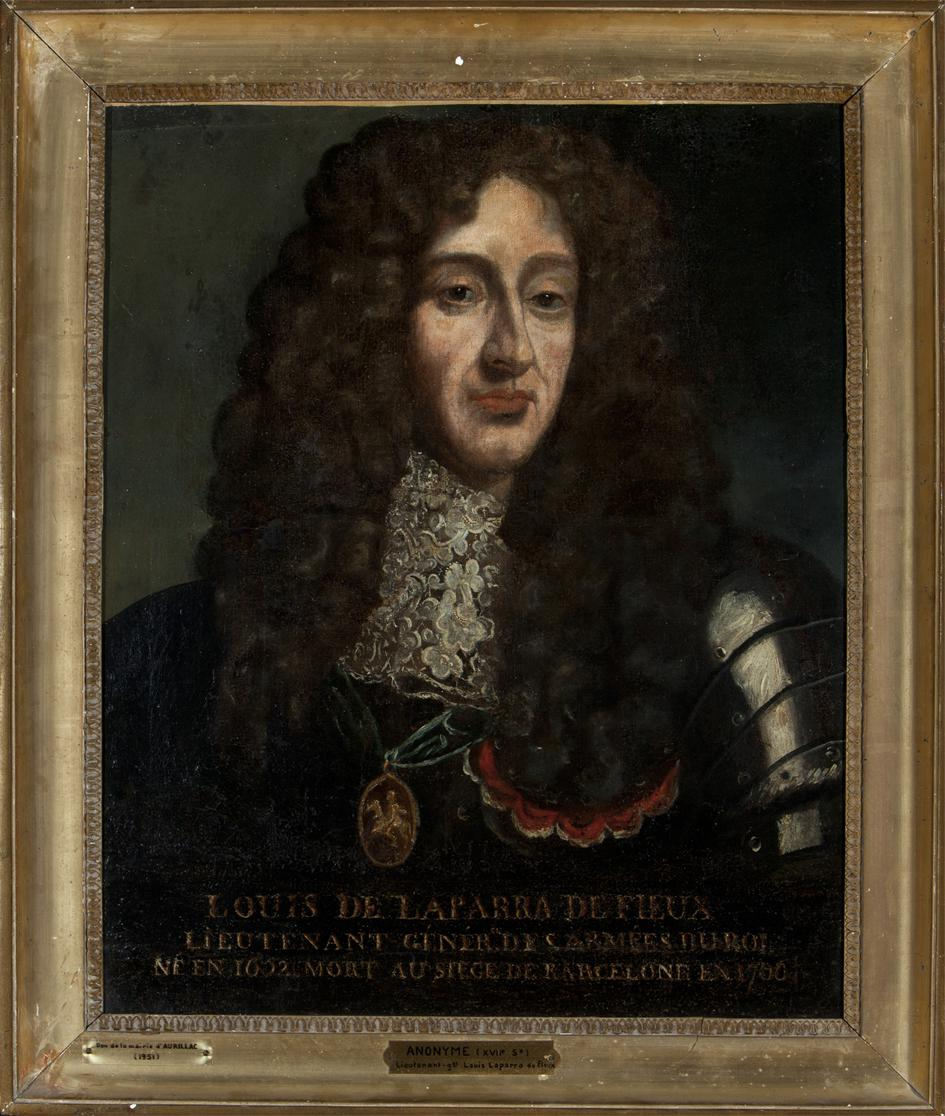
Il generale Louis Lapara de Fieux

Il 21 giugno un'incursione della cavalleria austro-piemontese alle spalle delle trincee francesi mise in rotta 5 squadroni di cavalleria nemica, uccidendo il giovane generale Philippe d'Elbeuf, figlio primogenito del duca Henri de Lorraine, Pari di Francia.
La notte del 23 giugno i cannoni francesi aprirono il fuoco sulla città e sulla linea fortificata della collina mentre le loro trincee avanzavano lentamente verso i bastioni, difesi strenuamente dalla guarnigione austro-piemontese.
Il 30 giugno il duca di Vendome ordinò un terzo attacco all'avamposto collinare del Trucchetto che però resistette, infliggendo gravi perdite agli assalitori. Il generale Louis Lapara de Fieux, comandante degli ingegneri, dissuase il Vendome dal continuare gli attacchi con la fanteria contro gli avamposti in collina e concentrò l'artiglieria lungo la linea trincerata e sulla città. La lotta si fece feroce e Chivasso fu sottoposta a bombardamenti continui; il 2 luglio, il campanile della collegiata di Santa Maria (sormontato da un'altissima guglia rivestita di scandole di latta, da secoli simbolo della città), da dove i difensori potevano sparare sulle batterie francesi, fu mozzato a cannonate. Il 4 luglio una sortita degli assediati per riprendere la strada coperta davanti al bastione di San Bernardino, da poco conquistata dal nemico, venne ricacciata dai granatieri francesi dopo un feroce combattimento; sarà ricordata come una delle giornate più lunghe e sanguinose dell'assedio. Sulla collina, per avere ragione delle imprendibili cascine del Trucchetto, i francesi aumentarono il numero dei cannoni e iniziarono a scavare gallerie di mina ma la loro lenta avanzata era ostacolata dall'asprezza del terreno e dai fornelli di contromina preparati dai difensori sotto le loro trincee.
L'11 luglio il duca di Vendome cedette il comando al duca di La Feuillade, che era giunto al campo con 10 battaglioni di fanteria e 3 squadroni di cavalleria, e partì con 9 battaglioni e 10 squadroni alla volta del fronte lombardo, minacciato dal principe Eugenio. Un luglio insolitamente piovoso rallentò le operazioni di assedio almeno fino alla metà del mese ma gli assedianti riuscirono a portare le loro trincee sotto al bastione di San Bernardino e alla porta di Vercelli a forza di mine e con l'appoggio dei mortai; i difensori, animati dalla presenza di Vittorio Amedeo sulla linea del fuoco, ribatterono colpo su colpo, controminando il bastione e ricostruendo senza posa le difese distrutte dal nemico.

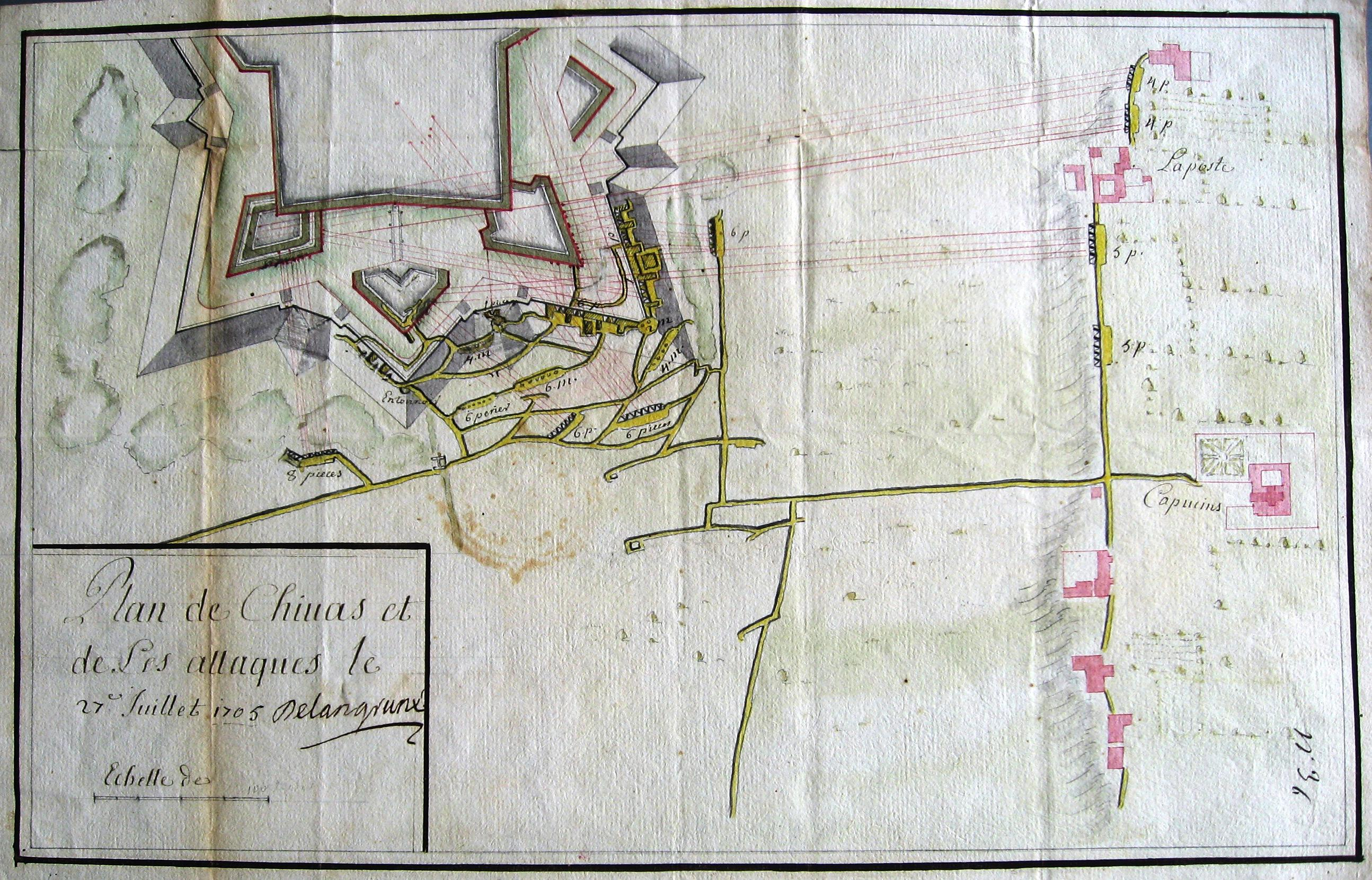
Mappa del fronte d'attacco francese.

La strenua difesa di Chivasso suscitò ammirazione nelle corti europee grazie ai dispacci che venivano pubblicati sulle Gazzette inglesi e olandesi; l'ambasciatore inglese Richard Hill, uomo di fiducia della regina Anna presso la corte sabauda, scriveva: “La nostra piccola Chivasso tiene duro tuttora e si sta guadagnando uguali meriti e onori di Verrua”.
L'ingegnere Louis Lapara, da abile emulo del Vauban qual era, il 27 luglio, al culmine dell'assedio, poteva contare su 53 cannoni (di cui 13 a ricochet) e 22 mortai puntati sulla città oltre a 20 cannoni appostati nelle batterie sulla collina di Castagneto. L'imponente mole di fuoco che si riversò su Chivasso fu quantificata dallo stesso Lapara in 25 000 palle di cannone da 24 libbre, 16 000 da 8 libbre e 26 000 bombe da mortaio.

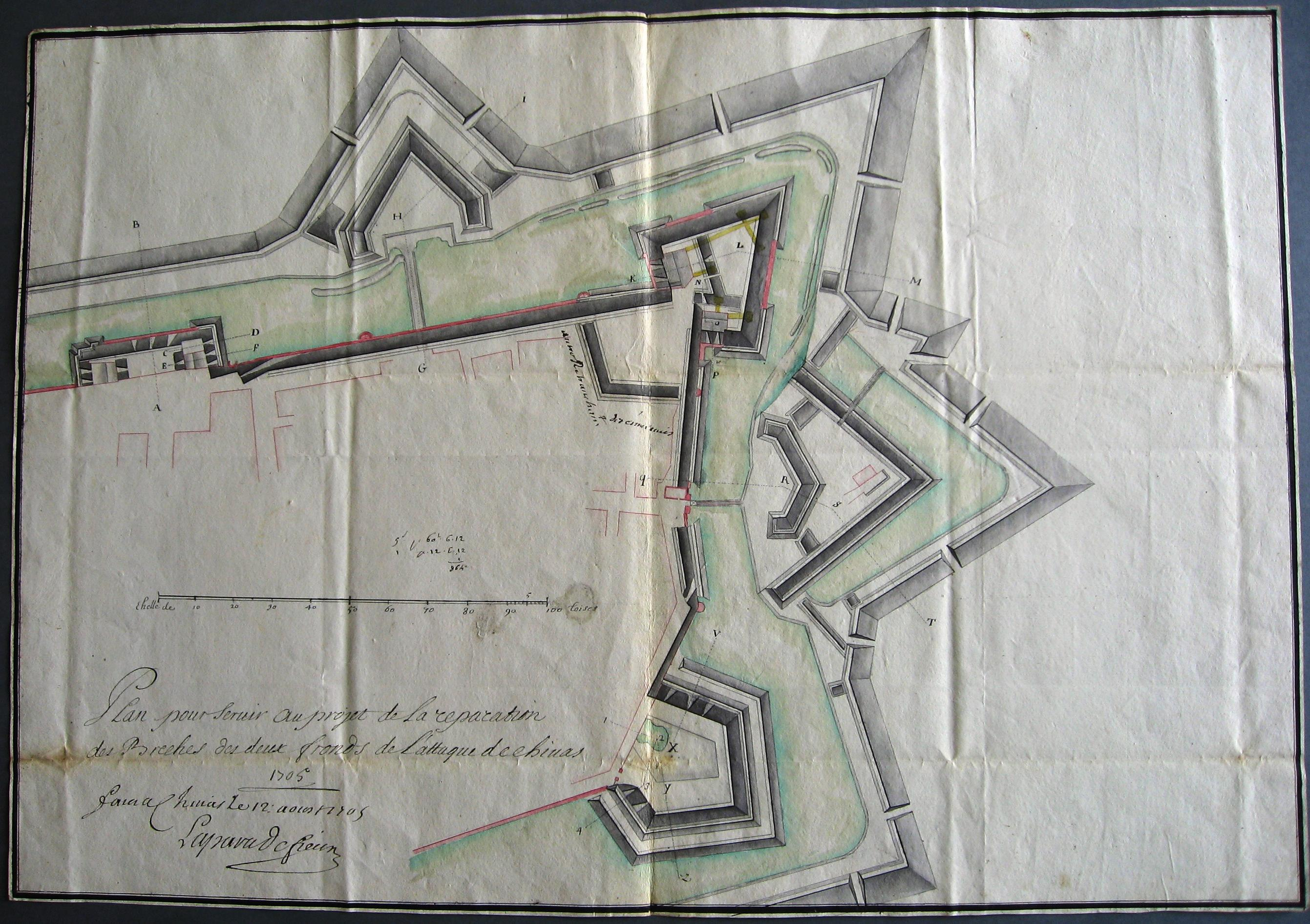
I bastioni orientali di Chivasso.

Il 28 luglio il duca di La Feuillade, che aveva passato il torrente Orco con tutta la cavalleria per aggirare il fronte avversario, sbaragliò la cavalleria austro-piemontese mettendola in rotta fino alla Stura, alle porte di Torino. La manovra scoprì pericolosamente la linea difensiva di Chivasso sul rovescio; a quel punto Vittorio Amedeo, per evitare di avere tagliata la strada della ritirata, ordinò di abbandonare la città al suo destino.
Il giornale piemontese della campagna descrisse così la fine dell'assedio: «Il 29 i nemici sono avanzati fino a Settimo con l'intenzione di passare il Po, che era guadabile, per tagliarci la comunicazione con Torino...la piazza non poteva tenere più di qualche giorno...di conseguenza la sera Sua Altezza Reale dopo aver dato le disposizioni ordinarie di lavoro e di rinforzo delle postazioni (per ingannare il nemico, nda) diede l'ordine a tutte le truppe di tenersi pronte a marciare e quella stessa notte si evacuò la piazza ritirando la guarnigione, l'artiglieria e le munizioni da guerra che c'erano. Diede ordine di far saltare il resto delle fortificazioni...la ritirata si fece l'indomani mattina 30 luglio in pieno giorno e si marciò fino a San Mauro. I nemici se ne accorsero solo quando il fuoco consumò i nostri ponti».

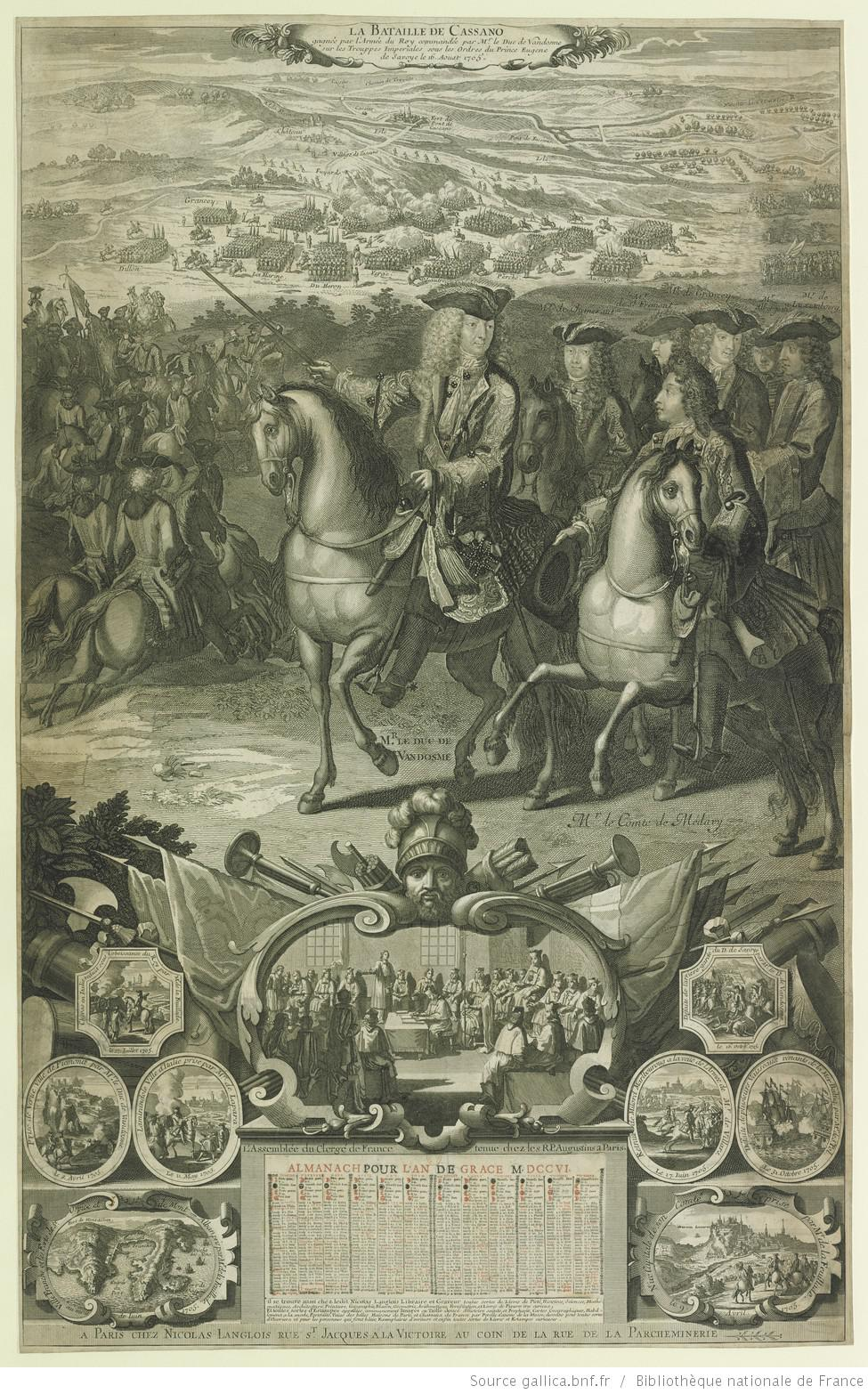
Almanacco francese per l'anno 1706.

## Conseguenze
Il duca di La Feuillade si presentò davanti alle mura di Torino poco dopo la resa di Chivasso ma la sua armata era talmente logorata da non consentirgli di iniziare un altro assedio in grande stile; gli uomini erano stanchi e decimati dalla dissenteria e le scorte di munizioni impossibili da ricostituire in breve tempo. A metà ottobre l'armata francese si ritirò nei quartieri d'inverno, lasciando così a Vittorio Amedeo II il tempo di apprestare le difese della capitale per l'anno successivo.
Chivasso fu occupata da una guarnigione al comando di monsieur d'Iverny, luogotenente colonnello del reggimento Flandres, che richiese pesanti tributi di guerra alla popolazione stremata; i chivassesi dovettero accogliere nelle proprie case i soldati francesi mentre un'epidemia (probabilmente tifo o colera) mieteva altre vittime.
La città, nel corso dell'assedio di Torino tra maggio e settembre del 1706, fu il maggiore centro di retrovia per l'armata francese che vi allestì un ospedale per i feriti e grossi depositi di munizioni. Pochi giorni dopo la battaglia che mise fine all'assedio della capitale sabauda, Chivasso fu ripresa dalle truppe imperiali; il 18 settembre, dopo una settimana di resistenza, la guarnigione francese e il suo comandante si avviarono prigionieri verso Torino.

## Un fatto storico da rivalutare
Che l'assedio di Chivasso fosse stato un punto cruciale delle campagne di guerra in Piemonte tra il 1703 e il 1706 lo si sapeva da tempo ma i documenti che, negli ultimi anni, sono stati ritrovati nei vari archivi europei e la messe di informazioni a disposizione dei ricercatori su internet hanno permesso di approfondire lo studio di questo fatto d'armi, soprattutto dal punto di vista francese. Ne esce quindi un quadro d'insieme decisamente più complesso che conferma l'importanza avuta da Chivasso non solo nel ritardare l'avanzata dell'armata francese su Torino ma anche nel logorarne le risorse, in uomini e materiali, al punto da non permetterle il proseguimento della campagna.
Un altro campo di studio incentrato sui veri protagonisti di quella guerra, gli uomini che la combatterono, è venuto alla luce dagli archivi dell'Hotel des Invalides di Parigi. La trascrizione, tuttora in corso, di oltre 140 000 atti dai registri ritrovati dell'istituzione, ad opera di un'associazione di volontari, ha permesso nel corso dell'ultimo decennio di accedere ai dossier personali di altrettanti soldati che vi furono accolti dalla fine del XVII secolo. Grazie a questa banca dati sfilano sotto ai nostri occhi i reduci (francesi, irlandesi e italiani) degli assedi di Verrua, Vercelli, Ivrea, Torino e Chivasso che ci raccontano le loro storie, a volte incredibili a volte miserabili ma profondamente umane.

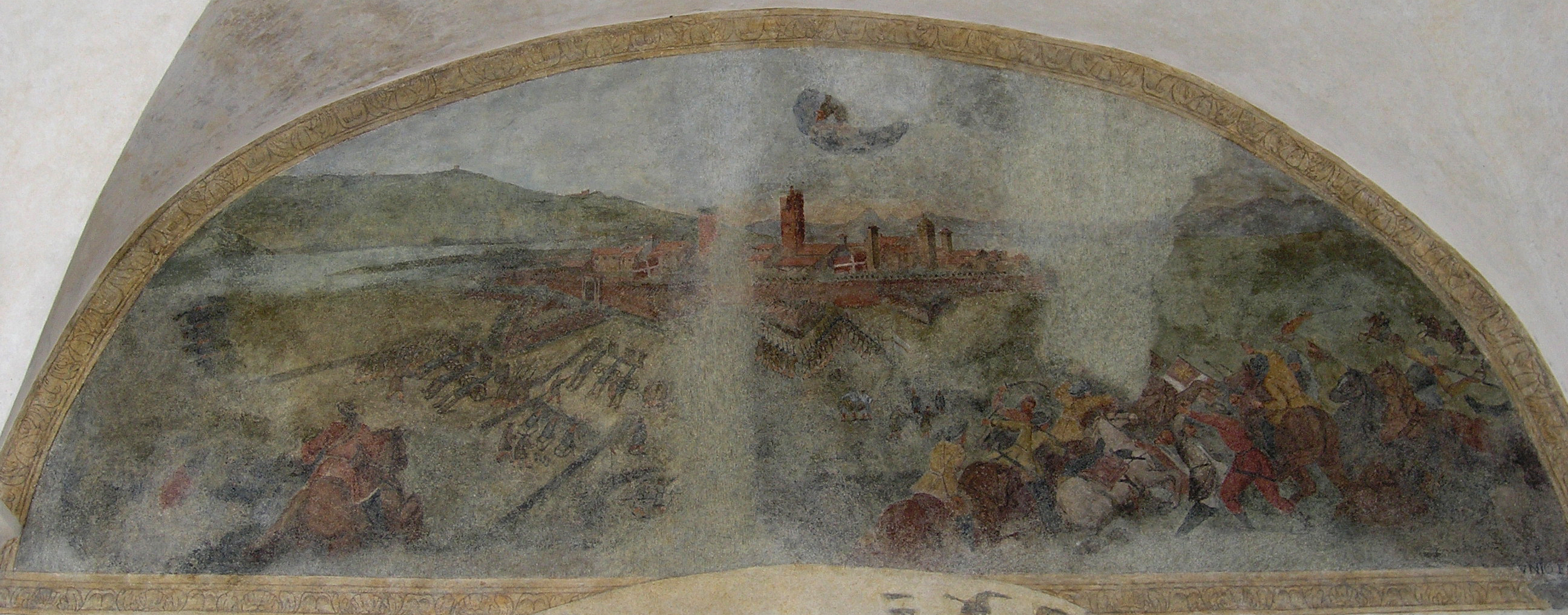
Affresco dell'assedio nell'ex convento di San Bernardino di Chivasso.